# Carlos Capdevila
Carlos Octavio Capdevila (Santiago del Estero, 5 de junio de 1946-Córdoba, 30 de julio de 2025), apodado Tomy, fue un médico, represor y militar argentino con grado de capitán de corbeta de la Armada. Fue condenado a 20 años de prisión en la llamada Megacausa ESMA por su participación en el terrorismo de Estado de la dictadura militar denominada Proceso de Reorganización Nacional. Estuvo detenido en el Complejo Penitenciario I de Ezeiza hasta 2020, año durante el cual la justicia argentina le concedió arresto domiciliario atento a la pandemia de coronavirus.

## Biografía
Hijo de Carlos Octavio y de María Beatriz Aleaga, nació en la ciudad de Santiago del Estero el 5 de junio de 1946. Tras recibirse de médico ingresó a la Armada. Entre 1979 y 1981, estuvo destinado en lo que fue la ESMA, asistiendo los partos en la maternidad clandestina que funcionó en dicho centro. Estuvo involucrado en casos de apropiación de menores y de participar en sesiones de tortura evaluando la capacidad de resistencia física de las víctimas. Entre ellas se encontraban Víctor Fatala, Susana Barros, Víctor Basterra y Ana María Martí. El 15 de enero de 1978, inyectó y mató a la militante montonera Norma Arrostito.

## Juicio
En el marco de la llamada Megacausa ESMA, fue condenado a veinte años de prisión  por su participación en el terrorismo de Estado ejercido por la dictadura militar denominada Proceso de Reorganización Nacional.
Junto a los ex prefectos Juan Antonio Azic y Jorge Díaz Smith, el médico Carlos Capdevila y el contralmirante Edgardo Otero fueron condenados por la apropiación de la hija de Orlando Ruiz y Silvia Dameri, nacida a mediados de 1980 en la Escuela de Mecánica de la Armada (ESMA). Debido a su participación necesaria en la sustracción, retención y ocultación de un menor, el médico recibió 10 años de prisión, cuyo cumplimiento comenzó a regir el 3 de enero de 2018.

## Muerte
A los 79 años, falleció el 30 de julio de 2025 en su domicilio de la ciudad de Córdoba, donde se hallaba cumpliendo arresto domiciliario.